# 林騰蛟 (明朝)
林騰蛟（1517年—1560年），字士才，號三泉，福建延平府永安县二十六都贡川人。明朝官员。

## 生平
嘉靖二十二年（1543年）癸卯科福建乡试第二名举人，嘉靖二十六年（1547年），林騰蛟中式丁未科会试第九十七名，三甲八十四名进士。都察院觀政，授新會知縣，丁母憂。服阙，补休寧縣知縣，升山東道监察御史，三十六年四月督催南直隶、江西、湖广工料欠銀。三十七年九月弹劾吏部驗封司主事李一科前任知縣时贪暴，太僕寺少卿何海晏以山東同乡私荐入吏部，二人被革任听勘，吏部尚書吳鵬不满，在腾蛟巡按贵州任命下来時，外擢河南按察司佥事。在河南时，弹劾伊王府不法事数十条，案件审理当中，因病卒于任。《永安县志》有传。

## 家族
曾祖林道清。祖父林绍。父林祥，府经历。母鄧氏。具庆下。兄騰驥、騰鲤（贡士）。弟騰鲲、騰鹏、騰鵠。